# 차인혁
차인혁(車仁爀, 1966년 1월 11일 ~ )은 대한민국의 기업인이다. 삼성SDS 상무와, SK텔레콤 전무를 두루 역임하였고, CJ올리브네트웍스 대표이사를 지냈다.

## 경력
- 루슨트 테크놀로지(Lucent Technologies) 기술부장
- 인터디지털 InterDigital inc.
- 2011년 삼성SDS 기술전략기획팀장, 상무
- 2014년 삼성SDS 연구소 알고리즘 연구팀장 상무
- 2015년 삼성SDS Analytics 사업 상무
- 2016년 SK텔레콤 플랫폼기술원장, 전무
- 2016년 SK텔레콤 IoT사업본부장, 전무
- 2017년 SK텔레콤 IoT사업부문장, 전무
- 2017년 SK텔레콤 DT추진단장, 전무
- 2018년 SK텔레콤 Tech Insight 그룹장, 전무
- 2019년 CJ 디지털혁신 TF 부사장
- 2020년 CJ그룹 CDO(Chief Digital Transfomation Officer)
- 2020년 CJ올리브네트웍스 대표이사
- 2021년 CJ올리브네트웍스 대표이사 부사장
- 2021년 CJ올리브네트웍스 이사회 의장
- 2022년 CJ올리브네트웍스 보상위원회 위원장
- 2022년 대통령직속 디지털플랫폼정부위원회 서비스분과 분과장
- 2023년 CJ올리브네트웍스 고문
- 2024년 KT알파 사외이사
- 2024년 광주과학기술원 AI정책대학원 석학교수

## 학력
- 서울대학교 전자공학과 학사
- 서울대학교 대학원 전자공학과 공학 석사
- 미국 드렉셀 대학교 경영대학원 경영학 석사(MBA)
- 미국 펜실베이니아 대학교 대학원 전자공학과 공학박사